# ایدو-لیوا
ایدو-لیوا (به لاتین: Aidu-Liiva) یک روستا در استونی است که در شهرستان ایدا-ویرو واقع شده‌است.